# Hoplocampoides xylostei
Hoplocampoides xylostei är en stekelart som först beskrevs av Jean Nicolas Vallot 1836.  Hoplocampoides xylostei ingår i släktet Hoplocampoides, och familjen bladsteklar. Arten är reproducerande i Sverige.